# Теруджа
Теру̀джа (на италиански: Terruggia; на пиемонтски: Trugia, Търуджа) е село и община в Северна Италия, провинция Алесандрия, регион Пиемонт. Разположено е на 199 m надморска височина. Населението на общината е 898 души (към 2010 г.).